# Portugal. The Man
Pour les articles homonymes, voir Portugal (homonymie).
Portugal. The Man est un groupe américain de rock, originaire de Wasilla, en Alaska. Le groupe est composé de John Gourley, Zach Carothers, Kyle O'Quin et Jason Sechrist. John Gourley et Zach Carothers se rencontrent et commencent à jouer de la musique alors qu'ils étaient au lycée.
Depuis la création du groupe en 2005, 11 albums studio sont sortis, accompagnés de trois EP. Leurs deux premiers albums sortent chez Fearless Records, mais ils sortent également d'autres albums sous leur propre label Approaching AIRballoons, chez Equal Vision Records. Le 2 avril 2010, le groupe signe chez Atlantic Records. Le 4 juin 2013 sort leur septième album, Evil Friends, qui est leur première collaboration avec le producteur Danger Mouse. En 2017, le groupe connaît le grand succès avec son single Feel It Still, qui figure dans le top 5 en France et aux États-Unis, et reste 20 semaines à la première place du classement Alternative Songs.

## Histoire

### Origines et débuts (2004–2006)
Le groupe Anatomy of a Ghost est formé en 2002 par John Gourley et Zach Carothers. John Gourley est l'ancien chanteur du groupe, bien qu'il n'avait aucune expérience en la matière. Anatomy of a Ghost devient rapidement populaire mais se sépara peu de temps après. « Portugal. The Man » était à l'origine un projet parallèle de John Gourley avec à la basse Zach Carothers. Comme ils n'avaient pas de batteur, ils utilisaient des boîtes à rythmes et des boucles au synthétiseur comme support rythmique.
Gourley et Carothers s'associent avec Wesley Hubbard (clavier), Nick Klein (guitare) et Harvey Tumbleson (percussions) et forment « Portugal. The Man. ». Le groupe quitte l'Alaska pour se rendre à Portland dans l'objectif d'enregistrer un album et de partir en tournée. Ils enregistrent des démos pendant l'été 2004 avant de partir en tournée dans les États-Unis l'automne suivant. Au printemps 2005, Klein et Tumbleson quittèrent le groupe dès l'arrivée du nouveau batteur Jason Sechrist.
Leur premier album, Waiter: "You Vultures!", édité par Fearless Records, sort le 24 janvier 2006. L'album est produit par Casey Bates.

### Période indépendante (2007–2010)
Leur deuxième album Church Mouth sort le 22 juin 2007, toujours produit par Casey Bates, et ils partent pour une grande tournée aux États-Unis en tant que tête d'affiche avec en soutien, entre autres : The Photo Atlas, Play Radio Play, Tera Melos et The Only Children. Ils partent ensuite en tournée en Europe puis enchaînent par une autre tournée aux États-Unis entre septembre et octobre avec en soutien Rocky Votolato et Great Depression. Enfin ils rejoignent Thursday pour une courte tournée sur la côte est américaine en novembre, accompagnés par Circle Takes the Square.
En 2008, le groupe quitte son label, Fearless Records, et recrute Ryan Neighbors, leur claviériste de tournée, en tant que membre officiel et remplaçant de Wes Hubbard. Le 30 juillet 2008, ils annoncent la sortie de leur troisième album, Censored Colors, sous leur label discographique indépendant, Approaching AIRballoons, en partenariat avec Equal Vision Records. L'album sort le 16 septembre 2008. John Gourley reçoit le prix de « meilleur chanteur de l'année 2008 » par AP Magazine.
En 2009, ils jouent à Bonnaroo et à Lollapalooza au Grant Park de Chicago. Le 9 avril 2009, Portugal. The Man annonce la sortie de leur quatrième album The Satanic Satanist pour le 21 juillet 2009. Nommé à l'origine The Satanic Satanist of the Majestic Majesty, le titre de l'album est raccourci et une version acoustique sort sous le titre The Majestic Majesty. Les thèmes de The Satanic Satanist tournent autour d'histoires et de souvenirs du chanteur John Gourley et de son enfance en Alaska. L'album est enregistré avec l'aide du producteur Paul Q. Kolderie (connu pour avoir travaillé avec les Pixies et Radiohead).
Le 11 février 2010, Gourley annonce que American Ghetto, leur 5e album, sortira le 2 mars. Afin d'éviter des fuites sur Internet, il n'y eut aucune version presse de l'album avant sa sortie officielle.

### In the Mountain In the Cloud(2010–2012)
Le groupe annonce en avril 2010 avoir signé un contrat avec la maison de disques Atlantic Records. Pendant l'été 2010, le groupe retourne en studio pour enregistrer leur nouvel album, avec le producteur John Hill. L'enregistrement a lieu à El Paso au Texas, Londres en Angleterre et San Diego en Californie. Andy Wallace se charge de mixer l'album. Il est connu pour avoir mixé les albums de Rush, Nirvana, Paul McCartney ou encore At the Drive-In.
Pendant leur tournée à l'automne 2010, Portugal. The Man joue un nouveau morceau du nom de We Got It All. En 2011, au festival South by Southwest (SXSW), ils jouent un autre nouveau morceau, intitulé Senseless. À partir du 7 avril 2011, Portugal. The Man commence à mettre en ligne toutes les semaines, un clip de 30 secondes de leur nouvel album sur leur chaîne YouTube. On y découvre[style à revoir] des extraits de 3 chansons : Once Was One, All Your Light (Times Like These) et So American. Le 29 avril 2011, on découvre un premier morceau complet : Got it all (This Can't Be Living Now), puis le 5 mai un second morceau Sleep Forever.
Leur nouvel album In the Mountain in the Cloud sort le 19 juillet 2011, il est précédé par la diffusion le 6 juin 2011 sur IFC, d'un court métrage de 13 minutes réalisé par Michael Ragen intitulé "Sleep Forever". Ce court-métrage est tourné intégralement dans la ville natale de John Gourley, à Wasilla en Alaska. Cette même année, le groupe fait sa seconde apparition aux festivals Bonnaroo, en juin, et Lollapalooza, en août.
Le 8 août 2011, le van et la caravane du groupe sont volés après leur concert à Lollapalooza, ils contenaient tous les instruments et matériels scénique. Le véhicule est retrouvé le lendemain mais tout le matériel disparait. Le groupe diffuse sur internet la liste du matériel volé, et le 12 août ils en récupèrent une grande partie dans la maison d'un homme certifiant tout avoir acheté dans un marché aux puces. En conséquence le groupe poste un message sur leur site internet, disant : « C'est plus qu'une victoire pour PTM (Portugal, The Man), c'est aussi une victoire pour Twitter, le monde des réseaux sociaux, la police de Chicago et le journalisme à l'ancienne »,. L'homme est poursuivi seulement pour « vol » pour avoir acheté du matériel volé.
À l'automne 2011, le groupe repart en tournée aux États-Unis avec un guitariste supplémentaire, Noah Gersh. Ils viennent aussi en Europe en janvier, en première partie des Black Keys puis en Australie pour participer au St Jerome's Laneway Festival. Au printemps 2012, le groupe est en tête d'affiche du Jägermeister Music Tour avec The Lonely Forest. Le 3 avril 2012, ils annoncent sur Facebook que le claviériste Ryan Neighbors quitte le groupe pour poursuivre sa propre carrière personnelle dans son nouveau projet Hustle and Drone ; il est remplacé par Kyle O'Quin. Peu après le départ de Neighbors, le batteur Jasson Sechrist est remplacé par l'ancien enfant acteur Kane Ritchotte.

### Evil FriendsetWoodstock(2013–2020)
Le 8 février 2013,le groupe fait fuiter sur le Tumblr officiel du Bonnaroo Festival des images montrant que le célèbre producteur Brian Burton, alias Danger Mouse, produit le prochain album du groupe. Danger Mouse est particulièrement connu pour son travail avec Gnarls Barkley, Jack White, Broken Bells et pour avoir produit des albums primés comme ceux de Gorillaz, des Black Keys ou encore Norah Jones. Selon une interview de Zach Carothers sur le Tumblr officiel du groupe, leur nouvel album est lourdement influencé par les Pink Floyd et Dark Side of the Moon. Le 25 février 2013, le groupe annonce sur Instagram le nom de leur nouvel album intitulé Evil Friends. Le 6 mars, la couverture de l'album est dévoilée sur Twitter. Le jour suivant, la vidéo pour la chanson titre Evil Friends est publiée sur la chaîne YouTube du groupe. Le 4 juin l'album sort aux États-Unis. Il comporte des chœurs par Este Haim et Danielle Haim.
Toujours en 2013, les singles de l'album, entre autres Evil Friends et Purple, Yellow, Red and Blue, sont sujets à de nombreux remixes par Bear Mountain, Terry Urban (Portugal. The Man and Friends) et Passion Pit. Taco Bell utilise la chanson Evil Friends pour faire la promotion de ses produits dans une publicité intitulée Gataway et diffusée le 18 décembre 2013 aux États-Unis.
Le 22 avril 2014, le groupe annonce un partenariat avec le Parc zoologique national de Washington et le Smithsonian Conservation Biology Institute, et distribue un disque en édition limitée à 400 exemplaires, uniquement sur support vinyle, pour attirer l'attention sur les tigres de Sumatra qui sont en voie d'extinction. Le morceau Sumatran Tiger n'existe pas officiellement au format digital, et comme tous les disques vinyles, il va peu à peu se dégrader et lui aussi disparaître. Ces disques ont été envoyés à 400 personnalités choisies pour leurs capacités à influence l'opinion publique, parmi eux des acteurs, activistes, musiciens, écologistes, bloggeurs et journalistes. Ce titre, est selon les dires du groupe, le premier morceau écrit pour qu'il disparaisse à moins qu'on en fasse une copie. Ils incitent ainsi les fans à parcourir l'internet en utilisant les hashtags #EndangeredSong et SumatranTiger pour trouver des enregistrements de cette chanson.
Le 31 décembre 2015, Portugal. The Man poste sur son site web qu'ils avaient terminé deux disques, chacun avec un hashtag #Gloomin + #Doomin, respectivement. Mais le 3 février 2016, le groupe tweete que le nouveau disque s'appellerait Gloomin + Doomin. En février 2016, Portugal. The Man participe à l'album collaboratif de Yoko Ono Yes, I'm A Witch Too en interprétant Soul Got Out of the Box. Le 30 novembre 2016, la radio Triple J lance la nouvelle chanson de Portugal. The Man, sortie en single, intitulée Noise Pollution [Version A, Vocal Up Mix 1.3], le 2 décembre 2016, avec Mary Elizabeth Winstead et Zoe Manville. Le 3 mars 2017, le groupe sort un single intitulé Feel It Still, extrait de leur huitième album studio, Woodstock. La sortie est  suivie d'un clip d'accompagnement trois jours plus tard. Il est révélé que Gloomin + Doomin n'a jamais été terminé et a été abandonné trois ans plus tard.

### Chris Black Changed My Life(depuis 2021)
Le 16 avril 2021, le groupe sort Oregon City Sessions, un album live enregistré en décembre 2008 dans un studio d'Oregon City, dans l'Oregon. Le groupe contribue à une reprise de Metallica, Don't Tread on Me, pour l'album de charité The Metallica Blacklist, sorti en septembre 2021.
Le 1er mars 2023, le groupe sort Dummy, le premier single de leur neuvième album studio à venir, Chris Black Changed My Life. Produit par Jeff Bhasker et dédié à un ami décédé du groupe, l'album est publié par Atlantic Records le 23 juin 2023. Il sera soutenu par une tournée débutant en juin 2023 au Bonnaroo Music Festival. Avant sa sortie en tant que single, la chanson a reçu une attention significative après avoir été présentée dans une publicité de Taco Bell. En 2023, le batteur Jason Sechrist quitte le groupe après l'avoir rejoint en 2016.

## Membres

### Membres actuels
- John Baldwin Gourley - chant, guitare, orgue, boîte à rythmes
- Zachary Carothers - guitare basse, chants additionnels
- Kyle O'Quin - claviers, synthétiseurs, guitare, chants additionnels
- Jason Sechrist - batterie
- Zoe Manville - chants additionnels, claviers, synthétiseurs, tambourin
- Colleen Jason - triangle

### Anciens membres
- Kane Ritchotte - batterie, percussion, chants additionnels
- Noah Gersh - guitare, chants additionnels, percussion
- Nick Klein - guitare
- Harvey Tumbleson - percussions
- Kirk Ohnsted - percussions de tournée
- Wesley Hubbard - claviers, clavecin
- Ryan Neighbors - claviers, didgeridoo, synthétiseurs, chœurs
- Justin McRae - guitare
- Dewey Halpaus - guitare de tournée
- Matthew Moore - guitare de tournée
- Garrett Lunceford - batterie sur Satanic Satanists

## Discographie
- 2006 : Waiter: "You Vultures!"
- 2007 : It's Complicated Being a Wizard (EP)
- 2007 : Church Mouth
- 2008 : Censored Colors
- 2009 : The Satanic Satanist
- 2009 : The Majestic Majesty
- 2010 : American Ghetto
- 2011 : In the Mountain in the Cloud
- 2013 : Evil Friends
- 2017 : Woodstock
- 2021 : Oregon City Sessions
- 2023 : Chris Black Changed My Life